# Kościół Apostolski
Kościół Apostolski (ang. Apostolic Church) – denominacja chrześcijańska o charakterze zielonoświątkowym, biorąca swoje początki w przebudzeniu walijskim (1904-1905). Założona w 1916 roku w Walii, rozrosła się do 15 milionów wiernych w ponad 90 krajach. Największą jego częścią jest Apostolski Kościół Nigerii, obejmujący 4,5 miliona wiernych.